# Arganda del Rey
Arganda del Rey ist eine spanische Gemeinde etwa 20 Kilometer südöstlich von Madrid. Sie ist durch die Linie 9 der Metro und die Autopista Radial 3 mit Madrid verbunden. Sie ist Heimat des Fußballvereins AD Arganda.
Westlich von Arganda del Rey befindet sich eine Mittelwellensendeanlage von RNE mit einer Kreuzdipolantenne.